# イニゴ・エグアラス
イニゴ・エグアラス・アルバレス（Íñigo Eguaras Álvarez、1992年3月7日 - ）は、スペイン・アンソアイン出身のサッカー選手。UDアルメリア所属。ポジションはミッドフィールダー。

## クラブ経歴
2011-12シーズン、アスレティック・ビルバオのBチームでプロデビューを果たす。Bチームでは3シーズンプレーしたが、トップチーム昇格は叶わずに2013-14シーズン終了時にクラブを退団した。
2014年7月2日、セグンダ・ディビシオンのCEサバデルにフリーで加入した。主に中盤の底でレギュラーの座を掴み、自身初の2部挑戦でリーグ戦34試合に出場した。
2015年7月17日、CDミランデスと2年契約を交わした。1シーズン目は35試合、翌シーズンは34試合のリーグ戦に出場したが、クラブはその2シーズン目にセグンダ・ディビシオンBへの降格が決まった。2年契約の満了ということもあり、エグアラスは契約延長を行わずにクラブを去った。
2017年6月19日、レアル・サラゴサに移籍した。
2022年1月21日、UDアルメリアに2年半契約で移籍した。